# Варіаційна форма
Варіаці́йна форма — музична форма, що являє собою проведення завершеної за формою теми та ряд її проведень у повному обсязі, але у видозміненому вигляді. Кожне таке проведення називається варіа́цією. Твір, написаний у варіаційній формі часто називається варіа́ціями або те́мою з варіа́ціями.

## Історія
Витоки варіаційної форми сягають глибин фольклору. В народній пісні через варіювання наспіву — у співі чи грі — розкривалася творча фантазія анонімних авторів та виконавців. У пісенному фольклорі багатьох народів виникла куплетно-варіаційна форма, її аналогом в інструментальному фольклорі стала вільно імпровізована обробка популярного наспіву з мелодичними орнаментованими «візерунками» на канві повторюваної поспіль у ряді куплетів «теми» (зокрема в Україні у виконавській традиції троїстих музик, у бойків, і гуц. коломийках «до танцю» тощо).
У професійній музиці форма варіацій досягла найбільшого розквіту у XVII–XVIII столітті. Тема варіацій являла собою цілком закінчену побудову, звичайно в формі періоду. Кожна з варіацій зберігала цю побудову в точності і разом із ним тональність та гармонічну основу теми, але по-новому розроблювала її фактуру, підсилюючи віртуозний елемент. Часто саме в цьому композитори та слухачі бачили основне призначення варіацій, внаслідок чого варіації нерідко створювалися не на власну, а на запозичену чи задану тему. Такі варіації іноді виникали в процесі імпровізації та в концертах композиторів-віртуозів.
Пізніше встановився інший тип варіацій, в якому прагнення наповнити п'єсу єдиним, безперервним змістовним розвитком приводить до все значнішої зміни теми в кожній із варіацій, її характеру й об'єму, до смислового об'єднання ряду варіацій і зникнення чіткої границі між ними. Такі варіації спираються на теми більшого об'єму і складнішої будови.
У XX століття варіаційна форма представлена всім широким стилістичним спектром, характеризується паралельним співіснуванням та взаємоперехрещенням різних типів варіаційних структур, переосмисленням їхніх закономірностей у стилістичних моделях неокласицизму й необароко, неоромантизму та неофольклоризму тощо.

## Застосування
Варіаційна форма нерідко виступає як самостійна композиційна форма, так і як складова в циклічній формі. Відомими приклади застосування варіаційної форми у барокових сюїтах є Пасакалія соль мінор Ґ. Ф. Генделя і скрипкова Чакона ре мінор Й. С. Баха. В класичну епоху варіаціями нерідко стає одна з частин сонатно-симфонічного циклу.
У післякласичну епоху показовою є тенденція впровадження варіацій у середину самостійної композійної структури, вбудовування варіаційного циклу в одну з її частин або нашарування варіацій на тлі 3-частинної чи сонатної композицій, іноді й синхронна їх взаємодія (як у фортепіанних прелюдіях, баладах, сонатах Б. Лятошинського).
В українській музиці варіаційна форма знайшла своє використання у вокальних та вокально-інструментальних композиціях на народному матеріалі, зокрема це «Галицькі пісні» Л. Ревуцького, «Зоре моя вечірняя» П. Майбороди, «Глибокий колодязю» Є. Станковича, куплетно-варіаційні обробки народних пісень Леонтовича.

## Принципи побудови
Кожний історичний період розвитку варіацій пропонував свою версію форми, своє розуміння логіки й цілості варіаційної композиції. Найтрадиційнішою є форма, коли тема варіацій подається на початку твору. Інколи варіації не тільки починаються, але й закінчуються темою. Оригінальною версією є відсутність теми в «експозиційній» ділянці форми й поява її натомість лише наприкінці варіаційного циклу. У XX ст. тема як індивідуалізована та структурно оформлена тематична ідея втрачає свою актуальність, її місце займає «центральний елемент системи»: додекафонна серія як «будівельний матеріал», з якого викристалізовуються варіації, або одне співзвуччя, як своєрідний cantus firmus музичної композиції. Зрештою виникають варіаційні композиції, цілковито емансиповані від теми, як власне «варіації без теми».

## Класифікація варіацій
Варіації розрізняють:
- за ступенем відходу від теми:
  - строгі (зберігаються тональність, гармонічний план і форма)
  - вільні (широкий діапазон змін, у тому числі гармонії, форми, жанрового вигляду тощо; зв'язок із темою часом умовний: кожна варіація може досягати самостійності як п'єса з індивідуальним змістом);
- за методами варіювання:
  - орнаментальні (або фігураційні)
  - жанрово-характерні
- за кількістю тем:
  - однотемні
  - подвійні (потрійні),
- особливими видами варіацій є
  - поліфонійні варіації
  - остинатні варіації (тема повторюється без змін в одному голосі).

Існує також класифікація В. Задерацького
1) з tenore ostinato на основі техніки з cantus firmus;
2) з basso ostinato;
3) з soprano ostinato;
4) поліостінатні форми;
5) тема з варіаціями (клас, тип);
6) тема з варіаціями (романтичний, характерний тип);
7) симфонізовані варіації на класичній основі;
8) злито-варіаційні форми на основі теми в музиці 20 ст.;
9) Варіаційна форма на ґрунті серійної техніки;
10) У XX ст. з новим трактуванням фактора теми.